# دين روبرتس
دين روبرتس (بالإنجليزية: Dean Roberts)‏ هو موسيقي نيوزلندي، ولد في 1975 في نيوزيلندا.

## وصلات خارجية
- دين روبرتس على موقع ميوزك برينز (الإنجليزية)
- دين روبرتس على موقع ديسكوغز (الإنجليزية)